# Hypo Group Tennis International
Hypo Group Tennis International — профессиональный мужской теннисный турнир, проводившийся под эгидой ATP в период с 1981 по 2008 год. Соревнование проводилось на грунтовых кортах в четырёх городах Италии и Австрии.

## Общая информация
Приз основан в итальянском городе Бари накануне сезона-1981, как часть весенней грунтовой серии, подготовительной к Roland Garros. В первых трёх турнирах проводилось лишь одиночное соревнование, а с сезона-1984 начал разыгрываться и парный приз. В 1988 году приз разыгрывался в сентябре, а в 1989 году — в июне, накануне Уимблдона.
В 1990-93 годах приз закрепился на предуимблдонской неделе, но переехал на новое место — в Геную.
Накануне сезона-1994 генуэзские организаторы отказались по финансовым соображениям от проведения турнира и приз был переведён в Австрию — в город Санкт-Пёльтен. На новом месте турнир проводился следующие двенадцать лет, с 1996 года переехав на май — на отрезок календаря между последним грунтовым турниром серии Masters и Roland Garros.
В 2006 годом приз по финансовым соображениям был переведён в другой австрийский город — в Пёрчах-ам-Вёртер-Зе. Здесь соревнования продержались три розыгрыша, после чего было окончательно закрыто (австрийцы некоторое время пытались найти новое место проведения для соревнования, но так и не преуспели в этом).

### Победители и финалисты
Самым титулованным теннисистом в одиночных соревнованиях является австриец Томас Мустер. четырежды побеждавший в данном соревновании; по три титула на счету чилийца Марсело Риоса и россиянина Николая Давыденко.
В парном разряде чаще прочих побеждал чех Петр Пала, выигравший три титула в 2001-04 годах. По две победы на счету итальянца Клаудио Панатты, австралийцев Эндрю Флорента и Пола Хенли, а также чеха Давида Рикла и шведа Симона Аспелина.

## Финалы турнира
| Год                         | Чемпион               | Финалист               | Счёт в финале |
| --------------------------- | --------------------- | ---------------------- | ------------- |
| Пёрчах-ам-Вёртерзе, Австрия |                       |                        |               |
| 2008                        | Николай Давыденко (3) | Хуан Монако            | 6-2 2-6 6-2   |
| 2007                        | Хуан Монако           | Гаэль Монфис           | 7-6(3) 6-0    |
| 2006                        | Николай Давыденко (2) | Андрей Павел           | 6-0 6-3       |
| Санкт-Пёльтен, Австрия      |                       |                        |               |
| 2005                        | Николай Давыденко     | Юрген Мельцер          | 6-3 2-6 6-4   |
| 2004                        | Филиппо Воландри      | Ксавье Малисс          | 6-1 6-4       |
| 2003                        | Энди Роддик           | Николай Давыденко      | 6-3 6-2       |
| 2002                        | Николас Лапентти      | Фернандо Висенте       | 7-5 6-4       |
| 2001                        | Андреа Гауденци       | Маркус Хипфль          | 6-0 7-5       |
| 2000                        | Андрей Павел          | Эндрю Илие             | 7-5 3-6 6-2   |
| 1999                        | Марсело Риос (3)      | Мариано Сабалета       | 4-4 — отказ   |
| 1998                        | Марсело Риос (2)      | Винсент Спейди         | 6-2 6-0       |
| 1997                        | Марсело Филиппини     | Патрик Рафтер          | 7-6(2) 6-2    |
| 1996                        | Марсело Риос          | Феликс Мантилья        | 6-2 6-4       |
| 1995                        | Томас Мустер (4)      | Богдан Улиграх         | 6-3 3-6 6-1   |
| 1994                        | Томас Мустер (3)      | Томас Карбонель        | 4-6 6-2 6-4   |
| Генуя, Италия               |                       |                        |               |
| 1993                        | Томас Мустер (2)      | Магнус Густафссон      | 7-6(3) 6-4    |
| 1992                        | Андрей Медведев       | Гильермо Перес-Рольдан | 6-3 6-4       |
| 1991                        | Карл-Уве Штееб        | Хорди Арресе           | 6-3 6-4       |
| 1990                        | Рональд Аженор        | Тарик Бенабиль         | 3-6 6-4 6-3   |
| Бари, Италия                |                       |                        |               |
| 1989                        | Хуан Агилера          | Марьян Вайда           | 4-6 6-3 6-4   |
| 1988                        | Томас Мустер          | Марсело Филиппини      | 2-6 6-1 7-5   |
| 1987                        | Клаудио Пистолези     | Франческо Канчеллотти  | 6-7 7-5 6-3   |
| 1986                        | Кент Карлссон         | Орасио де ла Пенья     | 7-5 6-7 7-5   |
| 1985                        | Клаудио Панатта       | Лосон Данкан           | 6-2 1-6 7-6   |
| 1984                        | Хенрик Сундстрём      | Педро Робольедо        | 7-5 6-4       |
| 1983                        | Коррадо Бараццутти    | Карлос Кастельян       | 6-0 6-1       |
| 1982                        | Пол Макнами           | Балаж Тароци           | 6-2 6-2       |
| 1981                        | Золтан Кухарски       | Паоло Бертолуччи       | 6-4 6-0       |

| Год  | Чемпионы                            | Финалисты                            | Счёт финала        |
| ---- | ----------------------------------- | ------------------------------------ | ------------------ |
| 2008 | Марсело Мело Андре Са               | Юрген Мельцер Юлиан Ноул             | 7-5 6-7(3) [13-11] |
| 2007 | Симон Аспелин (2) Юлиан Ноул        | Леош Фридль Давид Шкох               | 7-6(6) 5-7 [10-5]  |
| 2006 | Джим Томас Пол Хенли (2)            | Оливер Марах Цирил Сук               | 6-3 4-6 [10-5]     |
| 2005 | Лукас Арнольд Кер Пол Хенли         | Мартин Дамм Мариано Худ              | 6-3 6-4            |
| 2004 | Петр Пала (3) Мариано Худ           | Леош Фридль Томаш Цибулец            | 3-6 7-5 6-4        |
| 2003 | Симон Аспелин Массимо Бертолини     | Ненад Зимонич Саргис Саргисян        | 6-4 6-7(8) 6-3     |
| 2002 | Петр Пала (2) Давид Рикл (2)        | Майк Брайан Майкл Хилл               | 7-5 6-4            |
| 2001 | Петр Пала Давид Рикл                | Жайми Онсинс Даниэль Орсанич         | 6-3 5-7 7-5        |
| 2000 | Махеш Бхупати Эндрю Кратцман        | Андреа Гауденци Диего Наргизо        | 7-6(10) 6-7(2) 6-4 |
| 1999 | Андрей Ольховский Эндрю Флорент (2) | Робби Кёниг Брент Хайгарт            | 5-7 6-4 7-5        |
| 1998 | Джим Грабб Дэвид Макферсон          | Дэвид Адамс Уэйн Блэк                | 6-4 6-4            |
| 1997 | Келли Джонс Скотт Мелвилл           | Люк Дженсен Мёрфи Дженсен            | 6-2 7-6            |
| 1996 | Павел Визнер Слава Доседел          | Дэвид Адамс Менно Остинг             | 6-7 6-4 6-3        |
| 1995 | Билл Беренс Мэтт Лусена             | Либор Пимек Байрон Талбот            | 7-5 6-4            |
| 1994 | Войтех Флегль Эндрю Флорент         | Адам Малик Джефф Таранго             | 3-6 6-1 6-4        |
| 1993 | Серхио Касаль Эмилио Санчес         | Марк Куверманс Грег ван Эмбург       | 6-3 7-6            |
| 1992 | Шелби Кэннон Грег ван Эмбург        | Паул Хархёйс Марк Куверманс          | 6-1 6-1            |
| 1991 | Маркос Аурелио Горрис Альфонсо Мора | Массимо Ардинги Массимо Боскатто     | 5-7 7-5 6-3        |
| 1990 | Томас Карбонелл Удо Риглевски       | Кристиано Каратти Федерико Мордеган  | 7-6 7-6            |
| 1989 | Симоне Коломбо Клаудио Медзадри     | Серхио Касаль Хавьер Санчес          | 0-6 6-3 6-3        |
| 1988 | Томас Мустер Клаудио Панатта (2)    | Франческо Канчеллотти Симоне Коломбо | 6-3 6-1            |
| 1987 | Кристофер Алгард Ульф Стенлунд      | Роберто Асар Марсело Ингарама        | 2-6 7-5 7-5        |
| 1986 | Гэри Доннелли Томаш Шмид            | Серхио Касаль Эмилио Санчес          | 2-6 6-4 6-4        |
| 1985 | Алехандро Гансабаль Клаудио Панатта | Марсель Фриман Лори Уордер           | 6-4 6-2            |
| 1984 | Станислав Бирнер Либор Пимек        | Марсель Фриман Тим Уилкисон          | 2-6 7-6 6-4        |